# Callistochiton pachylasmae
Callistochiton pachylasmae är en blötdjursart som först beskrevs av Tommaso di Maria Allery Monterosato 1879.
Callistochiton pachylasmae ingår i släktet Callistochiton och familjen Ischnochitonidae. Inga underarter finns listade i Catalogue of Life.